# Еріспое
Еріспое (*Erispoë, д/н —857) — король Бретані у 851—857 роках.

## Життєпис
Походив з династії Бро-Варох. Син Номіное, герцога Бретані. Про народження немає відомостей. Перші відомості про Еріспое відносяться до 843 року, коли він брав участь у поході батька проти франків. Брав участь у битві при Мессаці, коли бретонці здобули перемогу. Потім був учасником захоплення міст Нант і Ренн.
У 844 році разом з Ламбертом II, графом Нанту, очолив похід на Анжер. У 845 році звитяжив у битві при Балоні, де франкське військо короля Карла II Лисого зазнало поразки.
У 849 році разом з батьком звитяжно рушив проти франків, вдруге захопивши Нант і Ренн. У 851 році раптово помер батько при поході на Вандом. Еріспое стає новим герцогом Бретані. Вже 22 серпня того ж року у битві при Женгланді завдав рішучої поразки Карлу Лисому. За угодою в Анжері Еріспое було визнано королем Бретані, також йому передано графства Ренн, Нант, володіння Рец та маркграфство Бретонське. Натомість Еріспое визнав франкського короля старшим братом, що деякі дослідники трактують як визнання зверхності. Проти цього свідчить розширення володінь бретонського правителя.
З 853 року починаються тривалі війні з норманами, які напали на Нант, сплюндрувавши його околиці. У відповідь в союзі з Горіком I, конунгом данів, сплюндрував гирло Нормандії. Втім напади норманів тривали до самої смерті Еріспое.
856 року відбулися заручини доньки Еріспое з Людовиком, сином Карла II Лисого. Водночас останній став хрещеним сина Еріспое. Король Бретані зберігав мирні стосунки з франками.
У листопаді (2 або 12) 857 року Еріспое було вбито у церкві Талансаку стриєчним братом Саломон, який став новим королем Бретані.

## Родина
Дружина — Мармоек
Діти:
- Конан (бл.850-?)
- Рідоред, граф Ванна
- донька, дружина Гурвана, графа Ренна